# Pauli Toivonen
Pauli Toivonen (Hämeenlinna, 22 agosto 1929 – Kerava, 14 febbraio 2005) è stato un pilota automobilistico finlandese, vincitore del campionato europeo rally 1968 su Porsche 911 T.
Nella sua carriera oltre a Porsche, guidò anche per Citroën e Lancia. Ebbe due figli, Harri e Henri, entrambi piloti da rally. Oltre alle competizioni rallistiche, prese parte anche alla 24 Ore di Le Mans 1966.

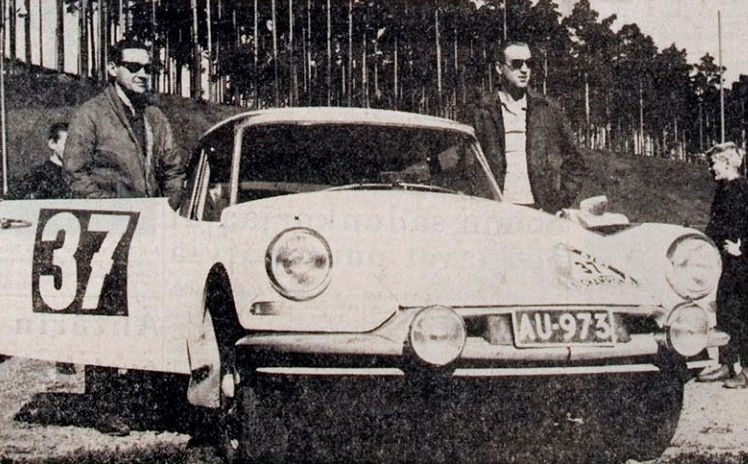
Pauli Toivonen, insieme al suo copilota Jaakko Kallio dopo aver vinto su Citroën DS il Rally 1000 Laghi 1962

## Palmarès
- Campionato europeo rally: 1
1968 su Porsche 911 T